# Kjøbenhavns Boldklub
Kjøbenhavns Boldklub – duński klub piłkarski z siedzibą w Kopenhadze, stolicy państwa.

## Osiągnięcia
- Mistrz Danii (15): 1913, 1914, 1917, 1918, 1922, 1925, 1932, 1940, 1948, 1949, 1950, 1953, 1968, 1974, 1980
- Wicemistrzostwo Danii (12): 1929, 1931, 1939, 1943, 1946, 1947, 1954, 1959, 1960, 1961, 1969, 1979
- Puchar Danii: 1969

## Historia
Kjøbenhavns Boldklub założony został 26 kwietnia 1876. Pierwszą jego sekcją był zespół duńskiego longballu (duń.: langbold), który rozgrywał swoje spotkania na terenach obecnego Fælledparken. W kolejnych latach powstały sekcje piłki nożnej oraz krykieta. Z kolei od 1883 istnieje sekcja tenisa ziemnego.

### Piłka nożna
Sekcja piłkarska Kjøbenhavns Boldklub powstała w 1879. Jest najstarszym klubem piłkarskim w Europie kontynentalnej. Pierwszy mecz w historii zespołu rozegrano 7 września 1879 przy budynku Eremitage. KB ośmiokrotnie zwyciężył rozgrywki o mistrzostwo Kopenhagi. Od 1912 występował w mistrzostwach Danii. Wygrywał w nich w 1913, 1914, 1917, 1918, 1922 oraz 1925. W 1927 nastąpiła reorganizacja rozgrywek – KB przystąpił po niej do nowo utworzonego Danmarksturneringen. W 1932 oraz 1940 klub zdobył kolejne tytuły mistrza Danii. W 1945 najwyższa liga duńska przyjęła nazwę 1. division – w niej również występował KB. W 1946 i 1947 zdobył wicemistrzostwo kraju, natomiast w latach 1948–1950 wywalczył tytuł mistrzowski. W 1951 zespół spadł z rozgrywek, jednak w następnym roku powrócił do nich, a w 1953 zdobył dwunaste mistrzostwo Danii. W kolejnych latach wielokrotnie zajmował miejsca na podium w ligowej tabeli – w 1968, 1974 oraz 1980 zwyciężał w 1. division, w 1954, 1959, 1960, 1961, 1969 i 1979 był drugi, a w 1964, 1966, 1973 i 1976 trzeci. Oprócz tego sześciokrotnie dochodził do finału Pucharu Danii, jednak wyłącznie w 1969 zwyciężył w tych rozgrywkach (3:0 z Boldklubben Frem). W 1982 KB spadł do 2. division, w następnym roku powrócił do pierwszej ligi duńskiej, jednak w 1984 ponownie nie utrzymał się w niej. W 1985 ponownie powrócił do 1. division, z której spadł w 1988. Ostatni raz w najwyższej klasie rozgrywkowej wystąpił w 1990.
W 1992 połączył się z Boldklubben 1903, tworząc FC København. Nowy zespół przejął licencję Boldklubben 1903, natomiast KB został zdegradowany do Danmarksserien. Od 2005 druga drużyna FC København, występująca pod nazwą KB, grała w 2. division, na trzecim poziomie rozgrywkowym. Ten stan trwał do końca 2008, kiedy zrezygnowano z gry pod nazwą macierzystego zespołu. W 2018 KB został członkiem Club of Pioneers, zrzeszającego najstarsze i nieprzerwanie działające kluby piłkarskie z poszczególnych państw.

## Europejskie puchary
Legenda do wszystkich tabel:
- Q – runda eliminacyjna, 1/16, 1/8, 1/4, 1/2 – odpowiednia faza rozgrywek, Grupa – runda grupowa, 1r gr – pierwsza runda grupowa, 2r gr – druga runda grupowa, F – finał, R – runda, PO – play-off
- k. – rzuty karne, los. – losowanie, Dogr. – dogrywka, w. – zasada bramek strzelonych na wyjeździe

| Sezon   | Rozgrywki                 | Runda | Przeciwnik               | Dom      | Wyjazd   | Ogólnie      |
| ------- | ------------------------- | ----- | ------------------------ | -------- | -------- | ------------ |
| 1958/59 | Puchar Europy             | Q     | FC Schalke 04            | 3–0      | 2–5      | 5–5, 1–3 (N) |
| 1960/61 | Puchar Miast Targowych    | 1/8   | Bazylea XI               | 8–1      | 3–3      | 11–4         |
| 1960/61 | Puchar Miast Targowych    | 1/4   | Birmingham City          | 4–4      | 0–5      | 4–9          |
| 1964/65 | Puchar Miast Targowych    | 1R    | FC Utrecht               | 3–4      | 1–2      | 4–6          |
| 1968/69 | Puchar Miast Targowych    | 1R    | 1. FC Lokomotive Leipzig | walkower | walkower | walkower     |
| 1969/70 | Puchar Europy             | Q     | TPS Turku                | 4–0      | 1–0      | 5–0          |
| 1969/70 | Puchar Europy             | 1R    | SL Benfica               | 2–3      | 0–2      | 2–5          |
| 1974/75 | Puchar UEFA               | 1R    | Atlético Madryt          | 3–2      | 0–4      | 3–6          |
| 1975/76 | Puchar Europy             | 1R    | AS Saint-Étienne         | 0–2      | 1–3      | 1–5          |
| 1977/78 | Puchar UEFA               | 1R    | Dundee United            | 3–0      | 0–1      | 3–1          |
| 1977/78 | Puchar UEFA               | 2R    | Dinamo Tbilisi           | 1–4      | 1–2      | 2–6          |
| 1980/81 | Puchar UEFA               | 1R    | Grasshopper Club         | 2–5      | 1–3      | 3–8          |
| 1981/82 | Puchar Europy             | 1R    | Athlone Town             | 1–1      | 2–2      | 3–3, w.      |
| 1981/82 | Puchar Europy             | 1/8   | CS Universitatea Craiova | 1–0      | 1–4      | 2–4          |
| 1984/85 | Puchar Zdobywców Pucharów | 1R    | Fortuna Sittard          | 0–0      | 0–3      | 0–3          |

## Stadion
Przez długi czas działalności (od ok. 1911 do 1990) klub rozgrywał spotkania na Idrætsparken. Był to jednocześnie obiekt, na którym występowały inne kopenhaskie drużyny oraz reprezentacja Danii.